# 43881 Cerreto
43881 Cerreto este un asteroid din centura principală de asteroizi.

## Descriere
43881 Cerreto este un asteroid din centura principală de asteroizi. A fost descoperit pe 25 februarie 1995 la Cima Ekar de Maura Tombelli și Claudio Casacci. Asteroidul prezintă o orbită caracterizată de o semiaxă mare de 2,44 ua, o excentricitate de 0,16 și o înclinație de 3,1° în raport cu ecliptica.